# Laque nitrocellulose
 (août 2010).
Si vous disposez d'ouvrages ou d'articles de référence ou si vous connaissez des sites web de qualité traitant du thème abordé ici, merci de compléter l'article en donnant les références utiles à sa vérifiabilité et en les liant à la section « Notes et références ».
 (juillet 2012).
La laque nitrocellulosique, communément appelée laque nitrocellulose, est une laque constituée principalement de nitrocellulose en dilution dans un solvant à base d'éther-alcool ou d'acétone.

## Description
La laque nitrocellulose fait partie de la famille des laques à solvant. Séchant rapidement à l'application, elle est constituée de plusieurs matières cellulosiques, dont une résine issue de la nitration du coton, selon un procédé développé dans les années 1920 pour l'industrie automobile. L'introduction de ces laques, ou « vernis protecteurs », a permis de multiplier la gamme de couleur proposée en finition des véhicules : dès 1923, General Motors proposait ainsi une finition bleu clair de ses modèles, aux côtés des noirs et blancs traditionnels. Ces premières laques de couleurs étaient produites par DuPont (marque Duco). Rapidement, la laque nitrocellulose a été utilisée pour traiter le bois, des meubles et des instruments de musique principalement. 
Comme les autres résines et plastifiants, les laques nitrocelluloses sont produites dissoutes dans un solvant, la plupart du temps inflammable et toxique. Chaque couche nouvelle ajoutée sur une couche sèche dissout à nouveau partiellement cette dernière, ce qui permet de « fondre » la laque sur toute son épaisseur en une unique application. L'application se fait généralement par vaporisation. Elle est notamment utilisée, quoique de moins en moins, dans la finition des guitares haut de gamme, en raison sa capacité à se marier aux pièces sur lesquelles elle est appliquée plutôt que de les « emballer » d'une pellicule de plastique, comme c'est le cas avec d'autres vernis synthétiques. Après l'application d'une couche diluée qui pénètre la surface du bois, les couches subséquentes, pures, se fondent dans les précédentes et bâtissent petit à petit une finition à la fois très dure et surtout très mince, ce qui tend à favoriser une libre vibration des pièces vernies. La faculté qu'a la nitrocellulose (diluée) de se fondre dans la couche sur laquelle elle est appliquée en fait par ailleurs un produit facile à retoucher ou à polir, jusqu'à l'obtention d'un fini « miroir. »

## Utilisation en musique
Les guitares finies à la laque nitrocellulose traditionnelle, séchant par simple évaporation du solvant, ont la réputation de mieux vieillir que celles finies avec des vernis catalysés comme les polyuréthanes, polyesters, acryliques et autres, qui tendent à laisser un film de vernis beaucoup plus épais sur les pièces. Les marques de guitares les plus prestigieuses, telles Gibson, C.F. Martin, Fender et plusieurs autres, ont utilisé massivement la laque nitrocellulose pour ses avantages indéniables[réf. nécessaire] en acoustique. Des motivations économiques ont également présidé à ce choix pendant des années, les vernis catalysés coûtant plus cher. Cette tendance s'est aujourd'hui inversée, comme en témoigne l'offre sur tous les segments de gamme.

## Inconvénients
Il existe quelques inconvénients propres à l'emploi des laques nitrocelluloses :
- une très mauvaise résistance aux UV de la nitrocellulose, qui a pour conséquence une dérive très nette des couleurs (fort jaunissement) ;
- séchage par simple évaporation de solvant, et donc réagissant à l'air, la couche de protection reste très sensible aux variations de température et surtout d'hygrométrie. Au cours du temps, le retrait de la matière occasionne des craquelures appelées « faïençage » : le vernis finit par se décoller en plaques ou paillettes, laissant ainsi le bois à nu et sans protection ;
- la nitrocellulose étant une substance explosive, le traitement des composants secs de base non utilisés reste assez délicat[1]. Sa mise en œuvre demande de strictes conditions de manipulation[2].

## Vernis polyuréthanes
L'évolution récente des vernis polyuréthanes permet d'offrir une finition plus stable et durable, avec une parfaite tenue des teintes à la lumière (peu jaunissant, plus résistant aux UV). Avec une application grandement facilitée, mais nécessitant des conditions de protection draconiennes pour éviter contact et inhalations en raison des isocyanates qu'ils dégagent, ils procurent une épaisseur finale de couche à la fois plus fine et plus résistante, dépourvue des inconvénients de la laque nitrocellulosique liés au « faïençage ». Ils offrent par ailleurs une transparence supérieure et un polissage plus aisé, grâce à un indice de brillance du produit largement supérieur (couramment 92 à 99 Gloss). Ces avantages tendent à rendre les finitions à base de cellulose quelque peu obsolètes, hormis pour la restauration de vieux instruments ou pièces de collection à maintenir dans leur finition d'origine[réf. nécessaire].